# Bei (Taizhong)
Bei (chiń. upr. 北区; chiń. trad. 北區; pinyin Běi qū; Wade-Giles Pei ch’ü) – dzielnica (chiń. 區, qū) w rejonie miejskim miasta wydzielonego Taizhong na Tajwanie. 
23 czerwca 2009 komitet przy Ministrze Spraw Wewnętrznych Republiki Chińskiej zarekomendował scalenie dotychczasowego powiatu Taizhong (chiń. trad. 臺中縣; pinyin Táizhōng xiàn) i miasta Taizhong (chiń. trad. 臺中市; pinyin Táizhōng xiàn) w miasto wydzielone (chiń. 直轄市, zhíxiáshì); dotychczasowe dzielnice miasta Taizhong jak Bei, stały się dzielnicami miasta wydzielonego. Ustawa weszła w życie 25 grudnia 2010 roku.
Populacja dzielnicy Bei w 2016 roku liczyła 147 585 mieszkańców – 76 860 kobiet i 70 725 mężczyzn. Liczba gospodarstw domowych wynosiła 59 011, co oznacza, że w jednym gospodarstwie zamieszkiwało średnio 2,5 osób.

## Demografia (2011–2016)
| Rok  | Liczba ludności | Gęstość zaludnienia | Kobiety | Mężczyźni | Gospodarstwa domowe |
| ---- | --------------- | ------------------- | ------- | --------- | ------------------- |
| 2011 | 147 679         | 21 286              | 76 299  | 71 380    | 56 515              |
| 2012 | 147 798         | 21 303              | 76 417  | 71 381    | 57 229              |
| 2013 | 147 880         | 21 315              | 76 569  | 71 311    | 57 755              |
| 2014 | 147 471         | 21 256              | 76 495  | 70 976    | 58 247              |
| 2015 | 147 547         | 21 267              | 76 774  | 70 773    | 58 528              |
| 2016 | 147 585         | 21 273              | 76 860  | 70 725    | 59 011              |